# Candelina submexicana
Candelina submexicana är en lavart som först beskrevs av B. de Lesd., och fick sitt nu gällande namn av Poelt. Candelina submexicana ingår i släktet Candelina och familjen Candelariaceae.   Inga underarter finns listade i Catalogue of Life.